# ヒドロキシフィタン酸オキシダーゼ
ヒドロキシフィタン酸オキシダーゼ（hydroxyphytanate oxidase）は、次の化学反応を触媒する酸化還元酵素である。
L-2-ヒドロキシフィタン酸 + O2 {\displaystyle \rightleftharpoons } 2-オキソフィタン酸 + H2O2
反応式の通り、この酵素の基質はL-2-ヒドロキシフィタン酸とO2、生成物は2-オキソフィタン酸とH2O2である。
組織名はL-2-hydroxyphytanate:oxygen 2-oxidoreductaseで、別名にL-2-hydroxyphytanate:oxygen 2-oxidoreductaseがある。